# Jean-Baptiste Say
Jean-Baptiste Say (Lyon el 5 de enero de 1767 – París el 15 de noviembre de 1832), fue un economista y empresario textil francés. Es uno de los principales exponentes de la Escuela Clásica de economistas. Admirador de la obra de Adam Smith, e influenciado por otros economistas franceses como Turgot, Say ganó reconocimiento en toda Europa con su Tratado de Economía Política, cuya primera edición data de 1803. Es autor de la conocida como Ley de los mercados o Ley de Say.

## Biografía
Primeros años

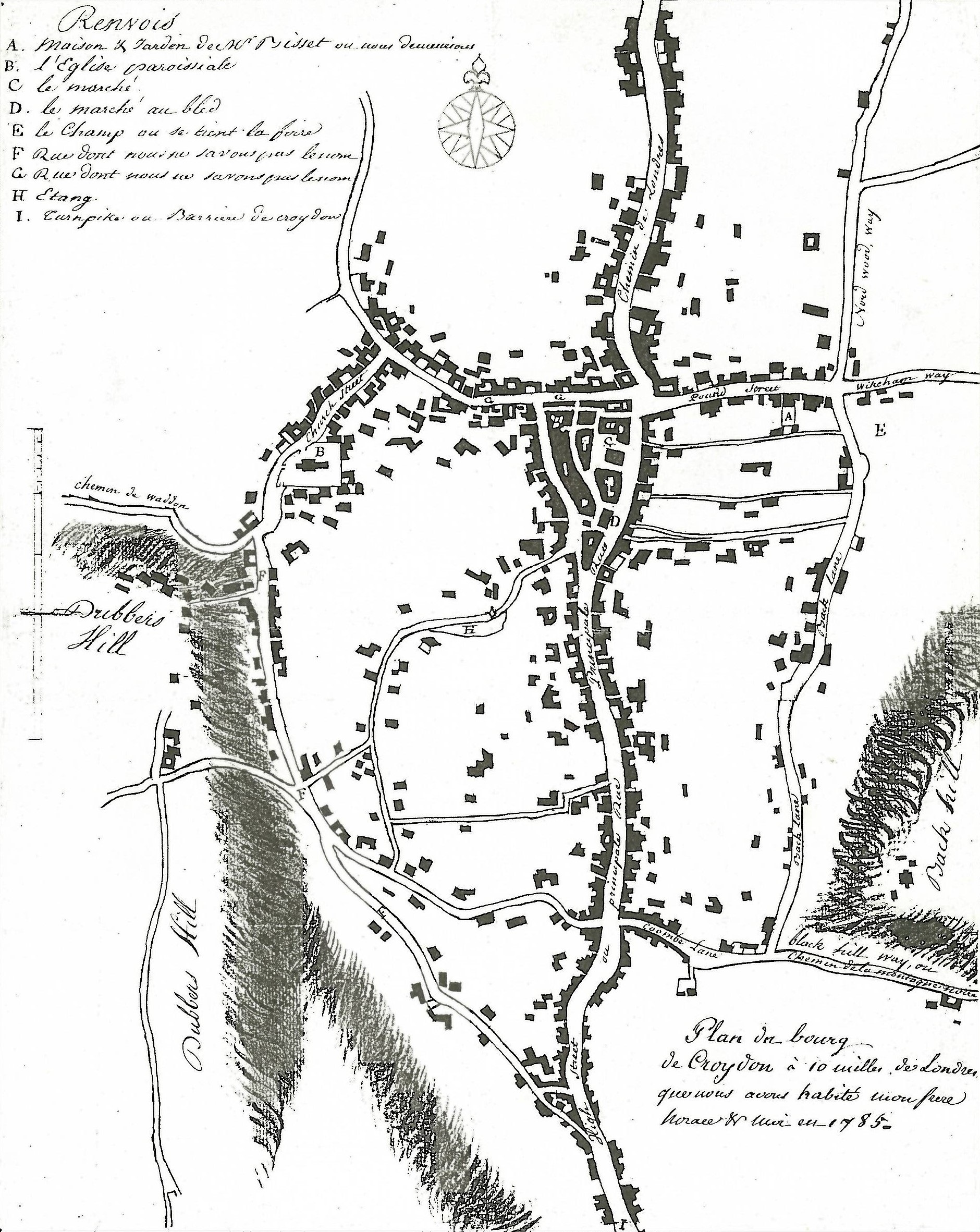
Mapa de Croydon, dibujado por Say a los 18 años en 1785.

Su familia, originaria del distrito de Florac en Lozère, era protestante. Con la revocación del Edicto de Nantes debe refugiarse en Ginebra, donde se asimila a la burguesía local, y donde nació el padre de Jean-Baptiste Say en 1739. Su padre se trasladó a Lyon, donde conoce a su mujer Françoise, y se dedica al comercio de sedas tras trabajar un tiempo para su suegro. Jean-Baptiste Say nació dos años después de la boda, en 1767. Tenía tres hermanos, Denis (1768-1769), Jean-Honoré, llamado Horacio (1771-1799) y Louis (1774-1840), creador de una azucarera que ha perdurado más de dos siglos y que se convirtió en 1973 en la empresa Beghin-Say.
Su primera educación, por voluntad de su padre, es relativamente liberal, alejada de las rígidas normas de la escuela religiosa. Cuando cumple quince años, la familia se traslada a París. Entra a trabajar como mensajero en una empresa de comercio, lo que le permite trasladarse a Inglaterra durante dos años, en los que aprende el idioma y se convierte en un espectador privilegiado del auge de la Revolución Industrial. Debe volver a París por la muerte de su patrón, y con 21 años se contrata como empleado de una aseguradora de Ginebra.
Durante un tiempo, se dedica a la literatura. En 1789 escribe una obra corta titulada La Tante et le Prétendu, después Le Curé Amoureux, pieza anticlerical que será representada. Su actividad como escritor teatral durará hasta 1795, cuando escribirá la ópera cómica Les Deux Perdrix.
Revolución Francesa

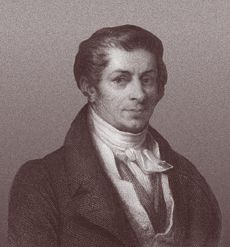
Jean-Baptiste Say

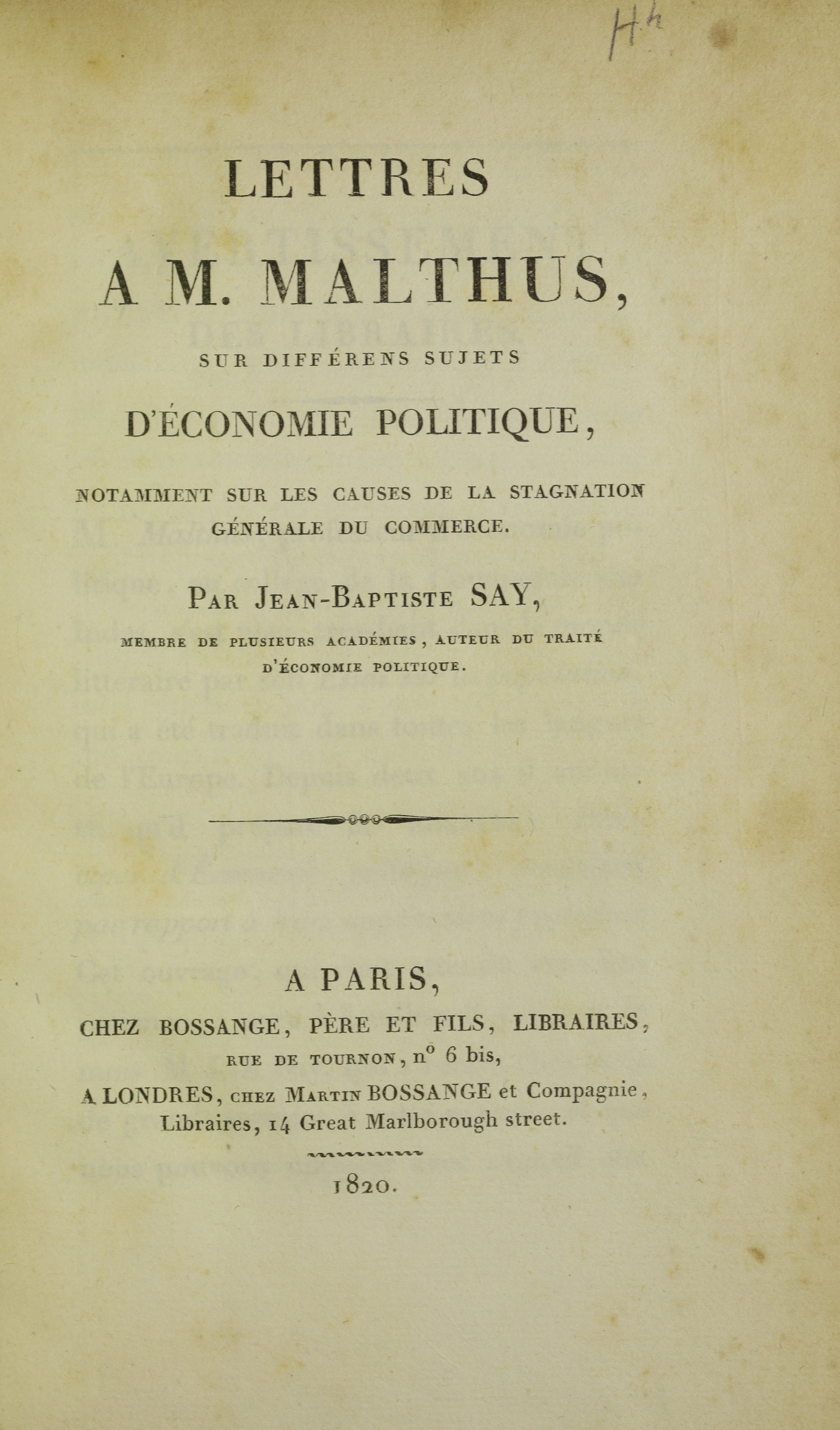
Cartas a M. Malthus, 1820

En este periodo, el joven Say, ferviente republicano, se une a los Girondinos, y adopta las ideas de Mirabeau, con el que trabaja para El Correo de Provenza. En 1792 participó como voluntario en la campaña de Champagne; y en 1793 asumió, de conformidad con la moda revolucionaria, el "prenombre" de Atticus, y se convirtió en secretario de Étienne Clavière (su antiguo jefe en la casa de seguros), entonces Ministro de Finanzas. En el desempeño de su trabajo lee por primera vez en inglés La Riqueza de las Naciones, obra publicada por Adam Smith en 1776.
En 1793 se casó con la señorita Deloche, hija de un exabogado. La muerte de su patrón (otra vez) y el advenimiento del Terror, inician una nueva etapa para Say, esta vez como colaborador de una publicación de aspiraciones enciclopédicas: La Décade philosophique, littéraire et politique, donde conoce a Chamfort, a Pierre-Louis Ginguené y a François Andrieux. Say acaba siendo elegido por el gobierno consular en 1799 como uno de los cien Tribunos o coordinadores generales de prensa, por lo que debe renunciar a la dirección de La Década. En su trabajo da muestras de su afinidad por la cultura anglosajona, más próxima a Jonathan Swift o a Benjamín Franklin que a la Grecia clásica o a Roma.
Industrial bajo el Imperio Napoleónico
En 1803 publicó su obra más famosa, el Traité d'économie politique. El trabajo no es bien recibido por Napoleón Bonaparte, quien le pidió que reescribiese partes de la obra para resaltar la economía de guerra basada en el proteccionismo y la regulación. La negativa impidió a Say publicar una segunda edición del Tratado, y fue despedido del Tribunado en 1804 después de pasar cuatro años al frente de la Sección Financiera.
Las medidas adoptadas por Bonaparte le prohíben cualquier actividad como periodista, así que se convirtió en empresario dedicado a la producción de tejido de algodón. Comienza por aprender el manejo de los telares que había expuestos en el Conservatorio de Artes y Oficios. El sector se encuentra entonces en sus inicios.
Instala su empresa en los edificios de la antigua abadía de Auchy con 80 trabajadores. Los telares son accionados por un molino hidráulico. El negocio está creciendo rápidamente y en 1810, con los nuevos edificios, la fábrica ocupa unos 400 trabajadores; procesando 100 kilos de algodón diarios. Ya en 1810, el Prefecto de Pas-de-Calais, invitó a Say a participar en un "Consejo de Fábricas y Manufacturas."
Adopta un perfil empleador bastante paternalista, y se preocupa por la política y por los temas sociales. Por ejemplo, su amigo Augustin Pyrame de Candolle refiere que "en lugar de pagar a sus trabajadores el sábado, les pagaba el lunes. Consiguió con esto que el salario se usara durante la semana para alimentar a las familias y que no fuera solamente el excedente para el cabaret el domingo."
Maestro bajo la Restauración
Después de la primera abdicación de Napoleón en 1814, Say puede expresar más libremente su pensamiento económico y publica la segunda edición de su Tratado de 1814, dedicada al emperador Alejandro I de Rusia, que se reconoció su seguidor. En el mismo año, el gobierno francés le envió a estudiar la situación económica del Reino Unido. Los resultados de sus observaciones aparecieron en A tract de l'Angleterre et des Anglais. 
La restauración de la monarquía le permite ser reconocido en Francia. A través de sus muchas obras sobre economía política, fue invitado a dar una conferencia en el Ateneo Real en 1816. Una tercera edición del Traité apareció en 1817.
En 1819 fue nombrado profesor de la Cátedra de Economía Industrial del Conservatorio National de Artes y Medidas.Les cours d'économie qu'il a donnés au C.N.A.M. ont été publiés dans "Cours d'économie politique pratique" (1828). En 1825, se convirtió en miembro del consejo de mejora. Sin embargo, como revela el académico francés Adrien Jean-Guy PASSANT, Jean-Baptiste Say no es el fundador de esta escuela de negocios, contrariamente a una idea a veces extendida. En 1830, poco antes de su muerte, fue nombrado para el Colegio de Francia, donde ocupó la primera cátedra de economía política. En 1826, fue elegido miembro extranjero de la Real Academia Sueca de Ciencias.
En sus últimos años, Say sufrió sucesivos ataques neurológicos, desencadenando una apoplejía. Perdió a su esposa en enero de 1830; y desde ese momento su salud empeoró constantemente. Cuando estalló la revolución ese mismo año, fue nombrado miembro del Consejo General del Departamento del Sena, pero rechazó la designación debido a su precario estado de salud.
Jean-Baptiste Say murió 14 de noviembre de 1832 en París y fue enterrado en el cementerio del Père-Lachaise. A su muerte, era el economista francés más famoso.

## Ideas económicas
Say retoma muchas de las ideas de sus predecesores franceses y de Adam Smith, sistematizándolas en este magistral tratado, que incluye numerosas contribuciones originales, expresadas con una gran claridad de estilo. Algunos economistas de la escuela clásica inglesa, en particular McCulloch, seguidor de David Ricardo, consideraron que Say era meramente un divulgador y sistematizador de La Riqueza de las Naciones, pero se puede defender que las aportaciones que hizo fueron mucho más allá.
La célebre Ley de los Mercados (loi des débouchés), que formuló como que: "los productos, en última instancia se intercambian por otros productos" (Catéchisme d'économie politique) es su contribución más famosa. Bautizada posteriormente como Ley de Say, constituye un elemento central de la economía clásica (al ser aceptada por Ricardo y Mill como una de las contribuciones más significativas al pensamiento económico). Su esencia es que, antes de poder demandar bienes hay que haber producido otros bienes para intercambiarlos por los bienes deseados (lo que implica una relación causa-efecto de la oferta hacia la demanda), y su corolario es que no pueden existir períodos prolongados de sobreproducción y subconsumo si el mercado no sufre interferencias. Las contracciones de la actividad productiva se deberán entonces, o bien a perturbaciones como las malas cosechas o las guerras, o a medidas de los gobiernos que influyan negativamente en la actividad económica, como subidas en los aranceles. Thomas Malthus y Sismondi, luego reivindicados por Keynes, rechazaron la ley argumentando la posibilidad de atesoramiento, que podría conducir al subconsumo. Say y otros clásicos respondieron aseverando que el atesoramiento era un fenómeno de importancia marginal. 
Contrariamente a Smith y a los economistas clásicos ingleses como David Ricardo, Say se oponía firmemente a la teoría del valor trabajo (que consideraba, sucintamente, que la forma objetiva de medir el valor era mediante horas de trabajo), considerando que el fundamento del valor está en la utilidad que los distintos bienes reporten a las personas. Esta utilidad puede variar en función de la persona, del tiempo y del lugar. La concepción de Say es, por lo tanto, que el valor es subjetivo, lo que influye en otros economistas continentales, y, en Inglaterra después de su muerte, en Jevons y el nacimiento del marginalismo. 
Otro aspecto importante en el que difiere de la escuela inglesa es en la crítica a las teorías ricardianas de la distribución de la renta, que tienen un sesgo marcadamente pesimista, con predicciones de un estado estacionario de estancamiento. Say, además de tomar una postura mucho más optimista, considera que estas teorías no tienen carácter científico, y que su rigor lógico se ve contrapesado por su dependencia de una cadena de supuestos poco realistas o muy discutibles (como el valor trabajo), así como porque la evidencia empírica no jugaba a su favor. Esta discrepancia profunda con Ricardo se debe también a una concepción del método de la ciencia económica, en la que los razonamientos deductivos han de vigilar su dependencia de los supuestos, tratando de no alejarse en exceso de la realidad, y no abusar de los ejemplos numéricos o algebraicos para no perder claridad. 
Entre otros trazos distintivos del pensamiento de Say que gozan de actualidad está su énfasis en la importancia del empresario, que realiza una labor distinta de la del propietario del capital, así como en la importancia que otorga a los derechos de propiedad para el crecimiento.
Algunas ideas destacables
- Sobre los impuestos:

"Para fomentar la caza de la ballena, el Gobierno Inglés prohíbe los aceites vegetales que quemamos en Francia para su uso en las lámparas. ¿Qué resulta de esto? Que el aceite de una de estas lámparas, que cuesta a los franceses unos 60 francos por año, cuesta a un inglés 150 francos. La intención, dicen algunos, es apoyar a la Armada. Al multiplicar el número de marineros, cada carga de aceite para una lámpara cuesta a los ingleses 90 francos más que en Francia. En este caso, se trata de multiplicar el número de marineros por medio de un comercio que genera pérdidas: sería mejor multiplicarlos mediante un comercio lucrativo".
"Un obrero quería trabajar duro, me dijeron, y pretendía seguir trabajando de noche utilizando velas. Había calculado que, durante su vigilia, quemó una vela de 4 peniques, ganando 8 peniques por su trabajo. Un impuesto sobre sebos y otro en la fabricación de velas, aumentó en 5 peniques el costo de su vela, que se convirtió por lo tanto en más cara que el valor del producto que pretendía iluminar. A partir de entonces, tan pronto como caía la noche, el obrero se mantuvo inactivo; renunciando a los 4 peniques que podría obtener de su trabajo, y con el servicio de impuestos sin percibir nada de esta producción perdida. Esta pérdida además se debe multiplicar por el número de los obreros en una ciudad y por el número de los días del año."
- Sobre los derechos de propiedad:

"No hay ninguna seguridad sobre la propiedad, cuando una autoridad despótica puede disponer para sí de la propiedad del sujeto contra su consentimiento. Tampoco existe tal garantía, cuando el consentimiento es meramente nominal y engañoso".
"La propiedad que un hombre tiene de su propia industria, se viola cuando está prohibido el libre ejercicio de sus facultades o habilidades, con la excepción de la interferencia sobre los derechos de terceros."
Jean-Baptiste Say, A Treatise on Political Economy, 1803.

## Publicaciones
- 1800 : Olbie, ou essai sur les moyens de reformer les mœurs d'une nation, Deterville.
- 1803 : Traité d'économie politique, Traité d'économie politique ou simple exposition de la manière dont se forment, se distribuent et se composent les richesses, 1 éd., Crapelet.[8]
- 1815 : De l'Angleterre et des Anglais, Bertrand.[9]
- 1815 : Catéchisme d'économie politique, 1 éd., Crapelet.[10]
- 1817 : Petit volume contenant quelques aperçus des hommes et de la société, Deterville.
- 1818 : Lettre a Ternaux aine, dans Ternaux [1818], págs.33–50.
- 1818 : Des canaux de navigation dans l'état actuel de la France, Deterville.
- 1818 : De l'importance du port de la Villette, Deterville.
- 1820 : Lettres a M. Malthus sur différents sujets économie politique, notamment sur les causes de la stagnation générale du commerce, Bossange.[11]
- 1824 : De la balance des consommations avec les productions, dans Say (1848) págs.250–260.
- 1825 : Examen critique du discours de M. MacCulloch sur L'économie politique, dans Say [1848] p.260279.
- 1826 : De L'économie politique moderne, esquisse générale de cette science, de sa nomenclature, de son histoire et de sa bibliographie, Encyclopédie progressive Vol1~ págs.217–304.
- 1826 : De la crise commerciale, Revue Encyclopédique, Vol32~ págs.40~45.
- 1827 : Compte rendu de Malthus "Definitions in Political Economy", Revue Encyclopédique, Vol33 págs.494–496.
- 1828 : Discours d'ouverture au cours économie industrielle, dans Say [1848], págs.148–161.
- 1828-1829 Cours complet économie politique pratique, L'économie des sociétés, Guillaumin et Cie (1852).
- 1833 : Mélange et Correspondance économie politique, Chamerot.[12]
- 1848 : Œuvres diverses de Jean-Baptiste Say, Guillaumin.

### Edición reciente de las Obras Completas de Say
- Traité d'économie politique, ou simple exposition de la manière dont se forment, se distribuent, et se consomment les richesses, T. 1-2, édition Variorum des 6 éditions, édité par C. Mouchot, Jean-Pierre Potier, Jean-Michel Servet. Paris, Philippe Steiner, André Tiran, Volume I des Œuvres complètes de J.-B. Say éditées par Emmanuel Blanc, Pierre-Henri Goutte, Gilles Jacoud, Claude Mouchot, Jean-Pierre Potier, Michèle Saquin, Philippe Steiner et André Tiran Coordonnateur.
- Œuvres morales et politiques, texte introduction et notes par E. Blanc et A. Tiran, Volume V des Œuvres complètes de J.-B. Say éditées par Emmanuel Blanc, Pierre-Henri Goutte, Gilles Jacoud, Claude Mouchot, Jean-Pierre Potier, Michèle Saquin, Philippe Steiner et André Tiran Coordonnateur. Il contient notamment Politique pratique, qui n’avait encore jamais été publié.
- Leçons d'économie politique, texte introduction et notes par G. Jacoud et Ph. Steiner, Volume IV des Œuvres complètes de J.-B. Say éditées par Emmanuel Blanc, Pierre-Henri Goutte, Gilles Jacoud, Claude Mouchot, Jean-Pierre Potier, Michèle Saquin, Philippe Steiner et André Tiran Coordonnateur.